# Maxime Lacina Traoré
Maxime Lacina Traoré – iworyjski piłkarz grający na pozycji napastnika. W swojej karierze grał w reprezentacji Wybrzeża Kości Słoniowej.

## Kariera reprezentacyjna
W 1980 roku Traoré został powołany do reprezentacji Wybrzeża Kości Słoniowej na Puchar Narodów Afryki 1980. Zagrał w nim w dwóch meczach grupowych: z Egiptem (1:2) i z Nigerią (0:0).